# Samtgemeinde Landesbergen

Lage der Samtgemeinde im Landkreis Nienburg/Weser

In der Samtgemeinde Landesbergen aus dem niedersächsischen Landkreis Nienburg/Weser hatten sich vier Gemeinden zur Erledigung ihrer Verwaltungsgeschäfte zusammengeschlossen: Estorf, Husum, Landesbergen und Leese. Zum 1. November 2011 fusionieren die Gemeinden der Samtgemeinde Landesbergen und die Einheitsgemeinde Stolzenau zur Samtgemeinde Mittelweser.

## Geografie
Das Gebiet der Samtgemeinde liegt überwiegend im Naturraum des Mittleren Wesertals.

## Politik
Der Samtgemeinderat hatte 23 Sitze. Letzter Samtgemeindebürgermeister war Walter Busse (CDU), der als Einzelbewerber gewählt worden war.

### Wappen
Blasonierung: „In Grün ein schrägrechter silberner Wellenbalken; oben eine goldene Windmühle, unten eine goldene Urne.“
Die Windmühle steht symbolisch für die Landwirtschaft, der Schrägwellenbalken für die Weser und für frühe Besiedlung in diesem Raum die Urne.